# 가와무라 류이치

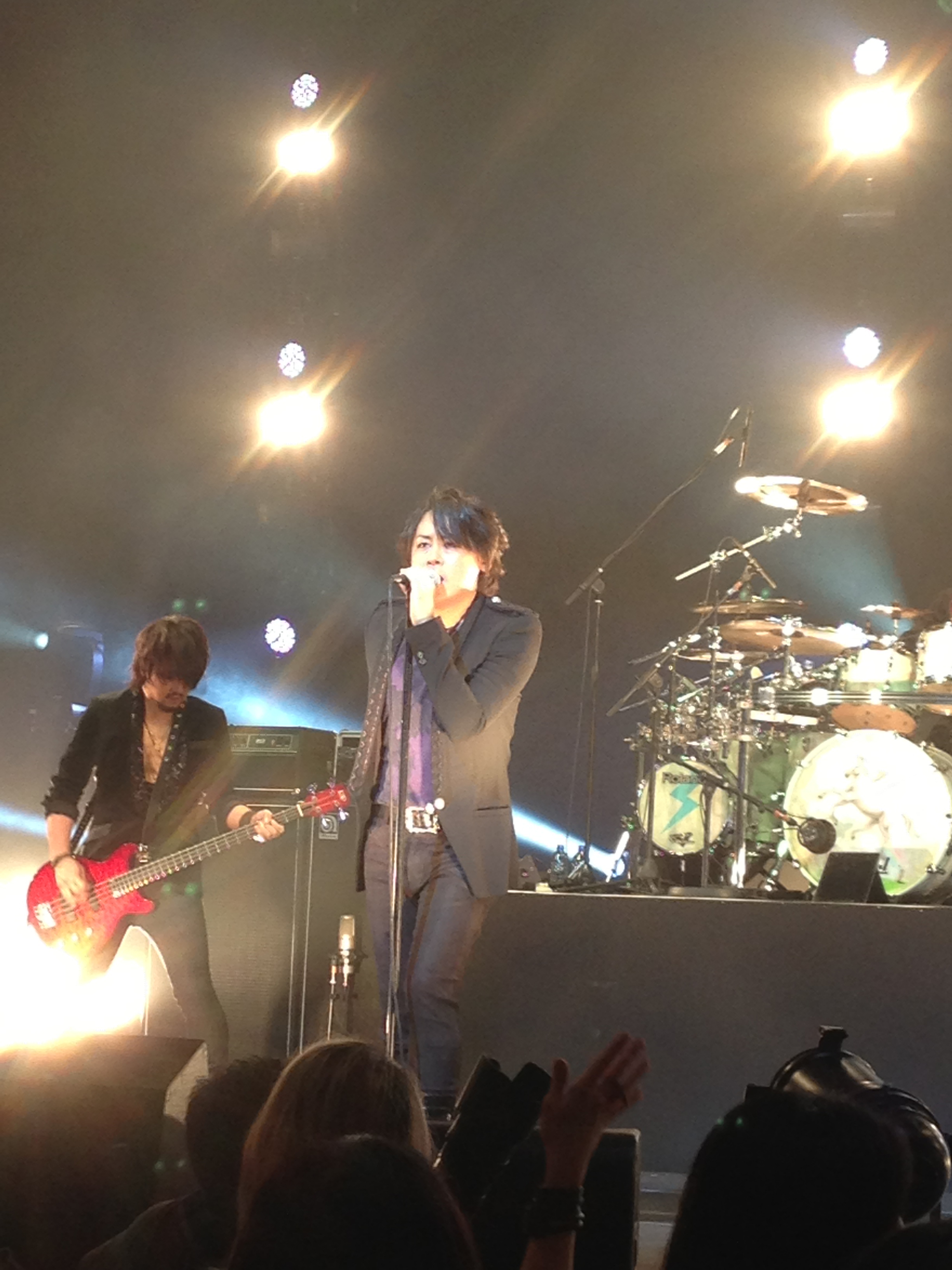
2013년 싱가포르에서 공연하는 류이치(가운데)

가와무라 류이치(河村隆一, 1970년 5월 20일 가나가와현 야마토시 출생)는 일본의 가수, 작곡가, 음반 프로듀서, 배우, 작가이다. 그는 1989년부터 록 밴드 루나 씨의 리드 싱어로 가장 잘 알려져 있다. 그는 루나 씨가 2000년에 해체되기 3년 전인 1997년에 솔로 활동을 시작했다. 2005년에 카와무라는 동료 루나 씨 멤버 이노란, 하야마 히로아키와 함께 뚜르비옹을 결성했다. 그는 2010년 8월 재회한 루나씨에 다시 합류했다.
카와무라의 첫 번째 정규 앨범 Love는 약 1,021,000장의 판매량으로 오리콘 차트 1위를 차지했으며, 그는 오리콘 차트 역사상 첫 주에 앨범이 100만 장 이상 판매된 유일한 남성 솔로 아티스트가 되었다. 같은 앨범은 연말까지 320만장 이상 팔려 남자 솔로 앨범 최다 판매 기록을 세웠다. 1997년에만 그의 미니 앨범과 정규 앨범, 4개의 싱글(그 중 "Glass"는 100만 개 이상 판매)로 그는 600만 개 이상의 음반을 판매했다.